# Personalamt (Hamburg)
Das Personalamt der Freien und Hansestadt Hamburg ist ein Senatsamt des Senats der Freien und Hansestadt Hamburg und wie die Senatskanzlei unmittelbar dem Ersten Bürgermeister unterstellt. Es übernimmt zentrale Aufgaben und Dienstleistungen im Bereich des Personalwesens der Hansestadt und vertritt diese auch als Arbeitgeber in Tarifverhandlungen.
Seinen Sitz hat das Personalamt im Steckelhörn 12 in Hamburg-Altstadt.

## Aufgaben
In ständiger Abstimmung und Diskussion mit den hamburgischen Behörden und Ämtern entwickelt das Personalamt personalpolitische und personalwirtschaftliche Konzepte und Werkzeuge für ein strategisches Personalmanagement.
Inhaltliche Schwerpunkte zur Stärkung und Förderung von Wissen und Methoden- und Handlungskompetenz der Mitarbeiter sowie der Führungsfähigkeit von Führungskräften der Verwaltung sind:
- Entwicklung und Umsetzung von Konzepten zur Gesundheitsförderung und zur Verbesserung der Vereinbarkeit von Familie und Beruf
- die Erstellung des jährlich erscheinenden Personalstruktur- und Personalmanagementberichtes
- die inhaltliche sowie strukturelle Weiterentwicklung der (Führungs-)Fortbildung
- Mentoring, Coaching- und Netzwerkangebote
- Teilnahme an Auswahlverfahren für die Spitzenfunktionen im Bereich des (ehemals) höheren allgemeinen Verwaltungsdienstes – neu: Laufbahn Allgemeine Dienste der Laufbahngruppe II mit Zugangsberechtigung zum 2. Einstiegsamt
- Gewinnung von Nachwuchskräften für den mittleren, gehobenen (Zentrum für Aus- und Fortbildung (ZAF)) und höheren allgemeinen Verwaltungsdienst (Personalamt – Referat P31)
- Pilotierung von Führungsfeedback

Weitere Aufgaben für den gesamten öffentlichen Dienst der Hansestadt übernimmt das Personalamt mit seinem Justitiariat.
Als interne Beratungs- und Vermittlungseinrichtung wurde 2003 das Projekt Interner Arbeitsmarkt (PIA) eingerichtet. Dieses ist inzwischen in das Referat "Interne Personalberatung und -vermittlung" übergegangen und steht in Fragen der strukturellen und individuellen Mobilität allen Mitarbeiterinnen und Mitarbeitern sowie den Behörden und Ämtern als Ansprechpartner zur Verfügung.
Für die fach- und ressortübergreifende Fortbildung inklusive der IT-Fortbildung plant und organisiert das nach § 15 Landeshaushaltsordnung im Juli 2005 gegründete Zentrum für Aus- und Fortbildung (ZAF) im Auftrag des Personalamtes und der Behörden und Ämter Seminare, Workshops, Coaching- und Teamentwicklungsmaßnahmen.
Des Weiteren steuert das ZAF nach Vorgaben von Senat und Bürgerschaft die Auswahl und Ausbildung der Nachwuchskräfte für den mittleren und gehobenen allgemeinen Verwaltungsdienst.
Die Nachwuchskräfte des mittleren allgemeinen Verwaltungsdienstes erhalten ihre theoretische Ausbildung an der zum ZAF gehörenden Verwaltungsschule, während der Nachwuchs des gehobenen allgemeinen Verwaltungsdienstes an der Hochschule für Angewandte Wissenschaften Hamburg (HAW) studiert.
Eine weitere Aufgabe des Personalamtes ist die Vorbereitung von Entscheidungen des Senates zur Anwendung und Fortentwicklung von öffentlichen Dienst- und Tarifrechtes und die Sicherstellung der einheitlichen Anwendung dessen.
Themenschwerpunkte sind hierbei die inhaltliche Gestaltung von hamburgischen Gesetzes- und Verordnungsentwürfen, die Teilnahme an Tarifverhandlungen und die Gestaltung des Tarifrechtes.
Auch ist das Personalamt allein zuständig für Ernennungen, Abordnungen und Versetzungen von Beamten aller Hamburger Ämter und Behörden sowie für Übernahmen von Beamten anderer Dienstherren.
Für Untersuchungen und Begutachtungen nach dem Dienstrecht, etwa bei Neueinstellungen in das Beamtenverhältnis oder Übernahmen von Beamten eines anderen Dienstherren nach Hamburg, gibt es den Personalärztlichen Dienst, der dieses zentral für Hamburg durchführt.
Der Arbeitsmedizinische Dienst ist der interne Dienstleister in medizinischen Fragen. Er nimmt die vorgeschriebenen betriebsärztlichen Beratungs- und Untersuchungsaufgaben wahr und betreut und berät Einrichtungen der hamburgischen Verwaltung.
Auch zahlreiche andere öffentlich-rechtliche Unternehmen der Stadt nehmen diese Dienstleistung in Anspruch.
Der Landesbetrieb Zentrum für Personaldienste (ZPD) trägt die Verantwortung für die Berechnung und Buchung der Bezüge aller aktiven Beschäftigten sowie der Pensionäre bzw. Rentner der Stadt.
Auch die Versorgungsberatung, Familienkasse, Bezügeabrechnung und die Beihilfe fallen zentral in den Verantwortungsbereich des ZPD.

## Organisation
Das Personalamt gliedert sich in vier Bereiche:
- Dienst- und Tarifrecht
- Service und Steuerung
- Personalmanagement (einschließlich Justitiariat)
- Personalärztlicher Dienst

Dem Personalamt nachgeordnet sind außerdem die beiden Landesbetriebe Zentrum für Personaldienste (ZPD) sowie Zentrum für Aus- und Fortbildung/Arbeitsmedizinischer Dienst (ZAF/AMD).